# Az Erényes Szarmata (szabadkőműves páholy)
Az Erényes Szarmata Varsó Keletén (lengyelül: Cnotliwy Sarmata, franciául: vertueux Sarmate, németül: der tugenhafte Sarmate) lengyel szabadkőműves páholy.

## Megalakulása, vezetői
1767. január 18-án skót rítusú páholyként alakult Varsóban August Fryderyk Moszyński kezdeményezésére, első főmestere Alojzy Fryderyk von Brühl. 1769. április 24-én nagypáhollyá alakult és nagymestere August Fryderyk Moszyński lett. Lengyel és német nyelven működött skót és szimbolikus fokozatokkal. 
Alojzy Fryderyk von Brühl, a páholy első főmestere III. Ágost szász és lengyel király egykori főminisztere, Heinrich von Brühl fia volt. August Fryderyk Moszyński gróf, a nagypáholy nagymestere II.(Erős) Ágost lengyel király (I. Frigyes Ágost néven szász választófejedelem) törvénytelen lányának fia, Heinrich von Brühl gyámfia, kertépítész, pénzverde-felügyelő, a lengyel színházak felügyelője, rózsakeresztes és alkímista.
A "szarmatizmus" a lengyel nemesi köztársaság nemesi elitjének domináns életformája, kultúrája és ideológiája a barokk korban. Alapmítosza szerint a lengyel nemesség az ősi szarmatáktól származik.

## Az Erényes Szarmata páholy által alapított észak-magyarországi páholylánc
A megszűnése felé sodródó Lengyelország oroszellenes Bari Konföderációjának (1768-1772) harcai közben, az Északi-Kárpátok térségében elvesztett csaták után sok lengyel nemes menekült a magyar Felvidékre, leginkább a sárosi Eperjesre és Bártfára. Eperjes régóta a lengyel-magyar kereskedelem központja is volt. A konföderáció legfőbb irányító szerve, a Főtanács, vagy Generalitás a konföderációt óvatosan támogató Habsburg kormányzat engedélyével 1769. decemberétől Eperjesen székelt, majd 1771-ben az osztrák hatóságok nyomására Teschenbe (lengyelül Cieszyn) tette át székhelyét. A Főtanács képviselői 1770.október 3-án szövetségesük és anyagi támogatójuk, a francia kormány nyomására Eperjesen mondták ki az oroszok bábjaként uralkodó II. Szaniszló Ágost lengyel király trónfosztását. 
Abafi Lajos adata szerint az eperjesi lengyel menekültek között levő szabadkőművesek megbízásából egyikük gyermekeinek nevelője, Bernhardi Izsák szerezte meg a varsói Az Erényes Szarmatához címzett nagypáholy pátensét, mellyel 1769-ben megalapították Eperjesen Az Erényes Utazóhoz nevű páholyt. 
Új páholyt kizárólag már létező, és arra feljogosított páholyok tagjai alapíthattak. Az eperjesi Az Erényes Utazóhoz páholyból a páholynevekből is jól láthatóan láncalapítás keretében terjedt szét a legkorábbi magyarországi páholyok hálózata a térségben. 1774-ben Selmecbányán Az Erényes Emberbaráthoz, 1781-ben Miskolcon Az Erényes Világpolgárhoz, szintén 1781-ben Balassagyarmaton Az Erényes Zarándokhoz, majd 1785-ben ugyanott Az Erényes Kozmopolitához nevű páholyok alakultak. 